# Mirabella Imbaccari
Mirabella Imbaccari település Olaszországban, Szicília régióban, Catania megyében. Lakosainak száma 4217 fő (2023. január 1.). Mirabella Imbaccari Piazza Armerina, San Michele di Ganzaria és Caltagirone községekkel határos.

## Népesség
A település lakossága az elmúlt években az alábbi módon változott:
| Lakosok száma | 4832 | 4764 | 4217 |
|               | 2017 | 2018 | 2023 |